# Staatkundig Gereformeerde Partij
Die Staatkundig Gereformeerde Partij (SGP; deutsch „Reformierte Politische Partei“) ist eine kleine reformierte politische Partei in den Niederlanden. Sie wurde 1918 in Middelburg (Zeeland) gegründet und ist damit die älteste noch aktive Partei der Niederlande.
Die wertekonservative, orthodox-calvinistische Partei ist seit 1922 durchgehend in der Zweiten Kammer des Parlaments vertreten, seit 2012 mit jeweils drei Abgeordneten. Sie erreicht ihre besten Ergebnisse in dem sogenannten niederländischen Bibelstreifen, der sich zwischen Zeeland, dem Süden von Zuid-Holland, der Betuwe und Veluwe in Gelderland und dem Nordwesten Overijssels erstreckt.

## Name und Positionen
Das niederländische Wort staatkundig bedeutet „politisch“ im Sinne von „auf den Staat bezogen“. Mit gereformeerd verweist die Partei auf eine bestimmte, strenge Richtung des Calvinismus. Ungefähr ein Drittel der SGP-Anhänger waren einer Erhebung von 2006 zufolge Mitglieder der Gereformeerde Gemeenten, ein Viertel sind Mitglieder der Protestantse Kerk in Nederland, ein Sechstel gehört der Hersteld Hervormde Kerk an. Die übrigen sind Kirchgänger kleinerer protestantischer Gemeinschaften wie der Gereformeerde Gemeenten in Nederland, der Christelijke Gereformeerde Kerken oder der Oud Gereformeerde Gemeenten.
Die Partei sieht ihre Grundlagen in ihrem Verständnis der Bibel, das unter anderem in der Confessio Belgica und dem Heidelberger Katechismus dargelegt wird. Sie ist eine der wenigen christlichen Gruppierungen in Europa, die eine Theokratie anstreben. Zu ihrem Programm gehört es, „alle Abgötterei und falsche Religion abzuwehren und auszurotten“. Um den Tag des Herrn zu ehren und die Sonntagsruhe zu schützen, will sie Läden und Vergnügungsstätten an diesem Tag geschlossen halten. Auch die Homepage der SGP ist dann deswegen nicht zu erreichen.
Dem Historiker Ewout Klei (Mitglied der liberalen D66) zufolge hat sich die Haltung der Partei etwa um 2010 geändert: „Einst war die SGP eine isolierte Bekenntnispartei, die sich nicht viel für die Tagespolitik interessierte.“ Bis zu diesem Zeitpunkt war Bas van der Vlies der politische Führer, ein altgedienter Parlamentarier, der seine Standpunkte im Parlament vertrat und von den anderen Parteien persönlich als nett empfunden wurde, den man aber ansonsten ignorierte. Der neue Führer Kees van der Staaij hingegen bot der Mitte-rechts-Regierung um Mark Rutte seine politische Unterstützung an. Anders aber als die politische Linke oft meint, seien die SGP-Politiker keine Fundamentalisten, sondern Konservative, so Klei. Nicht mehr der Kampf gegen den Katholizismus oder den Säkularismus, sondern gegen den Islam und die „politische Korrektheit“ stehe nun im Vordergrund. Dafür gehe sie auch Bündnisse mit konservativen Katholiken oder der rechtspopulistischen PVV ein.

## Frauenfrage
Da Frauen damals weder aktive Mitglieder der SGP sein noch in ihrem Namen Ämter oder Mandate bekleiden durften, sprach das Landgericht (arrondissementsrechtbank) in Den Haag am 7. September 2005 ein Urteil, demzufolge der niederländische Staat der SGP keine Subventionen mehr zahlen durfte. Die Parteisubvention verletze, so das Gericht, das Übereinkommen zur Beseitigung jeder Form von Diskriminierung der Frau, in dem die Niederlande sich zum Kampf gegen Frauendiskriminierung verpflichtet habe, und verletze auch den ersten Artikel der niederländischen Verfassung, in dem das Prinzip der Gleichheit vor dem Gesetz verankert ist. Der Raad van State kassierte diese Entscheidung jedoch mit der Argumentation, die Programmatik einer politischen Partei habe Vorrang vor diesen Erwägungen, zumal es Frauen offen stehe, anderen politischen Parteien beizutreten.
Durch das Gerichtsurteil und die Entscheidung des Raad van State wurde innerhalb der Partei die Diskussion über die Frauenmitgliedschaft erneut entfacht. Bei einem Parteitag am 24. Juni 2006 hob die SGP das Verbot der weiblichen Mitgliedschaft auf. Im März 2007 bestätigte eine Dreiviertelmehrheit der Mitglieder auf einer Generalversammlung die Änderung der Parteisatzung.
Allerdings stellte die SGP weiterhin keine weiblichen Kandidaten bei Wahlen zu Volksvertretungen auf. Im April 2010 kam der Hohe Rat (Oberstes Gericht) zur Überzeugung, dass die Haltung der SGP bezüglich weiblicher Kandidaten dem UN-Übereinkommen gegen Frauendiskriminierung widerspreche. Daher müsse der Staat Maßnahmen ergreifen. Im März 2013 beschloss die Mitgliederversammlung (partijbijeenkomst) der Partei, Frauen als Kandidatinnen zuzulassen. Im August 2013 stellte die SGP erstmals eine Frau, Lilian Janse-van der Weele, als Kandidatin auf, nämlich für die Wahl des Stadtrates (gemeenteraad) von Vlissingen, und zwar gleich als Spitzenkandidatin ihrer Liste. Im März 2014 wurde sie in den Vlissinger Stadtrat gewählt.

## Wahlergebnisse
Zweite Kammer:
- 1918: 0,39 % – kein Sitz
- 1922: 0,91 % – ein Sitz
- 1925: 2,03 % – zwei Sitze
- 1929: 2,27 % – drei Sitze
- 1933: 2,51 % – drei Sitze
- 1937: 1,94 % – zwei Sitze
- 1946: 2,14 % – zwei Sitze
- 1948: 2,37 % – zwei Sitze
- 1952: 2,42 % – zwei Sitze

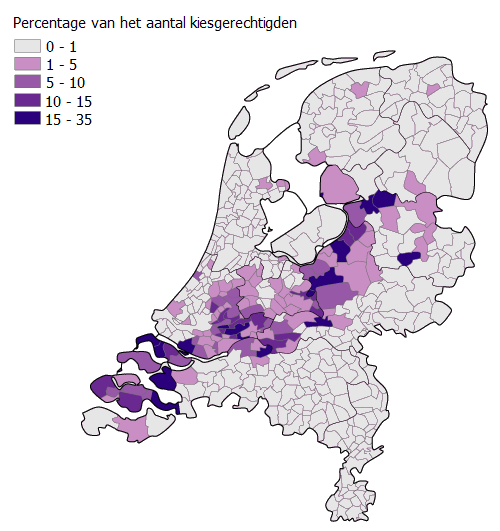
Stimmenanteile der SGP bei der Wahl zur Zweiten Kammer 2006: Die Wählerschaft konzentriert sich hauptsächlich auf den Bibelgürtel.

- 1956: 2,26 % – zwei Sitze (nach Parlamentsvergrößerung: drei)
- 1959: 2,16 % – drei Sitze
- 1963: 2,30 % – drei Sitze
- 1967: 2,01 % – drei Sitze
- 1971: 2,35 % – drei Sitze
- 1972: 2,21 % – drei Sitze
- 1977: 2,13 % – drei Sitze
- 1981: 1,97 % – drei Sitze
- 1982: 1,90 % – drei Sitze
- 1986: 1,74 % – drei Sitze
- 1989: 1,87 % – drei Sitze
- 1994: 1,73 % – zwei Sitze
- 1998: 1,78 % – drei Sitze
- 2002: 1,72 % – zwei Sitze
- 2003: 1,56 % – zwei Sitze
- 2006: 1,56 % – zwei Sitze
- 2010: 1,74 % – zwei Sitze
- 2012: 2,09 % – drei Sitze
- 2017: 2,08 % – drei Sitze
- 2021: 2,07 % – drei Sitze
- 2023: 2,08 % – drei Sitze

In der Ersten Kammer hatte die SGP lange Zeit zwei Sitze, von 2011 bis 2015 nur einen und seither wieder zwei.